# Asparagus africanus
El esparrago africano (Asparagus africanus) es una especie de plantas de la familia Asparagaceae nativa de  África.

## Descripción
Es un arbusto bajo erecto o trepador que alcanza un tamaño de 5 m de longitud, las ramas glabras a pubérulas cilíndricas, en ángulo recto, con espinas de 3-5 mm de largo, las ramas terminales sin espinas. Los cladodios agrupado, 5-25 juntos, de 3-12 mm de largo. Flores agrupadas, 2-10 juntas, axilares y terminales, con pedicelos de 3-8 mm de largo, articulados por debajo de la mitad. Las brácteas lanceoladas, de 1.5 mm de largo. Tépalos blancos a amarillo pálido, de 3.5-5 mm de largo. Estambres más cortos que los tépalos, anteras de color amarillo. Ovario con 6-8 óvulos en cada celda. El fruto es una baya roja, de 5-6 mm de diámetro. Las semillas rugosas.

## Distribución
Se encuentra en Etiopía, Sudán, Uganda, Kenia, Tanzania y hacia el sur hasta Sudáfrica, y también en Arabia, Socotra y hacia el este a la India.

## Taxonomía
Asparagus africanus fue descrita por  Jean-Baptiste Lamarck y publicado en Encyclopédie Méthodique, Botanique 1: 295. 1783.
Etimología
Ver: Asparagus
africanus: epíteto que se refiere a su localización en África.
Sinonimia
| - Asparagopsis lamarckii Kunth - Protasparagus africanus (Lam.) Oberm. var africanus - Asparagopsis juniperina Kunth - Asparagopsis schlechtendalii Kunth - Asparagopsis scoparia Kunth - Asparagus asiaticus var. mitis (A.Rich.) Chiov. - Asparagus burkei Baker - Asparagus buruensis Engl. - Asparagus cooperi Baker - Asparagus dependens Thunb. - Asparagus dinteri Engl. & Krause - Asparagus fleckii Schinz - Asparagus francisci K.Krause - Asparagus gourmacus A.Chev. ex Hutch. & Dalziel - Asparagus irregularis Baker - Asparagus judtii Schinz - Asparagus mitis A.Rich. - Asparagus multiflorus Baker - Asparagus patens K.Krause - Asparagus retrofractus Forssk. - Asparagus rivalis Burch. ex Schult. & Schult.f. - Asparagus sennii Chiov. - Asparagus sidamensis Cufod. - Protasparagus cooperi (Baker) Oberm. - Protasparagus multiflorus (Baker) Oberm. var. puberulus (Baker) Sebsebe - Asparagus conglomeratus Baker - Asparagus lugardii Baker - Asparagus pilosus Baker - Asparagus puberulus Baker - Asparagus pubescens Baker - Asparagus shirensis Baker - Protasparagus pilosus (Baker) Oberm. |